# Anales de Roscrea
Anales de Roscrea (latín: Annales Roscreensis) son unas crónicas medievales escritas en gaélico irlandés y latín, iniciado por un fraile franciscano, Brendan O’Conor, en dos partes y ultimado por otro fraile Thomas O’Sheerin en una tercera parte, ambos del monasterio del mismo nombre, al norte del condado de Tipperary hacia el siglo XVII. Los anales tratan sobre la historia de la diócesis de Killaloe, donde Roscrea fue centro de gobierno político y eclesiástico de la región. No son crónicas populares entre los historiadores que las consideran de limitada importancia pero completan alguna información ausente de otras crónicas, como los anales de Clonmacnoise. Solo existe una copia de la obra depositada en Bruselas, clasificada como MS 5301–5320 y forma parte de la colección de la Biblioteca Real de Bélgica.